# Río Almanchares
El río Almanchares es un río de España de la cuenca mediterránea andaluza, que discurre en su totalidad por el territorio del este de la provincia de Málaga. 

## Curso
Tiene una longitud de unos 12,3 km. Nace en la Sierra de Tejeda, dentro del término municipal de Canillas de Aceituno, y discurre en dirección noreste-suroeste hasta su desembocadura en el río Vélez - en este tramo más conocido como río Guaro - aguas abajo del cercano embalse de La Viñuela.  
El río Almanchares presenta un buen estado de conservación, sobre todo en su curso alto debido a su difícil acceso y por transitar por el área protegida del parque natural de Sierra Tejeda, Almijara y Alhama. La vegetación del curso alto es abundante en pino carrasco (Pinus halepensis) y pino marítimo (Pinus pinaster). Los tramos medio y bajo están más afectados por la acción antrópica con numerosos bancales para cultivos de árboles frutales.

## Cañón del Almanchares
Del curso del río es destacable el cañón del paraje del Saltillo, un barranco de una longitud de unos 1.000 metros, con un desnivel de 200 metros. Desde octubre de 2020 sobre este cañón sobrevuela uno de los puentes colgantes más largos de España que con sus 50 metros de longitud es el tercero más largo del país, por detrás del puente de los Cahorros del río Monachil (Granada) y uno de los varios puentes que cuelgan sobre el desfiladero de Monrebey (entre Cataluña y Aragón) que lidera la clasificación.

## Obras hidráulicas
El caudal del Almanchares está regulado por una presa de hormigón construida en 1995 de 21,5 metros de altura y una longitud de coronación de 65 m. El embalse de Almanchares tiene una capacidad de 0,070 hm³.